# Saint-Jean-de-Bournay
Saint-Jean-de-Bournay este o comună în departamentul Isère din sud-estul Franței. În 2009 avea o populație de 4.367 de locuitori.

## Evoluția populației
| An        | 1975  | 1982  | 1990  | 1999  | 2006  | 2009  |
| --------- | ----- | ----- | ----- | ----- | ----- | ----- |
| Populație | 3.240 | 3.651 | 3.764 | 3.857 | 4.188 | 4.367 |